# 데이비드 로건

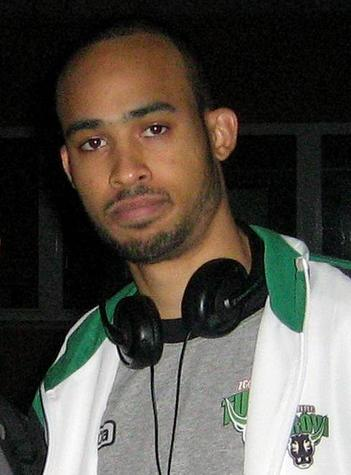

데이비드 로건(David Logan, 본명: 데이비드 카일 로건, David Kyle Logan, 1982년 12월 26일 ~ )은 미국 태생의 귀화 폴란드 전직 프로 농구 선수이다. 인디애나폴리스 대학교에서 대학 농구를 한 후 유럽, 이스라엘, 한국 및 NBA G 리그에서 프로 선수로 활약했다.

## 고등학교 및 대학 경력
로건은 인디애나 주 인디애나폴리스에 있는 노스센트럴 고등학교에 다녔다.
로건은 인디애나폴리스 대학교에서 4학년 때 경기당 평균 28.6득점을 기록하며 미국 대학 농구를 이끌었다. 그의 활약으로 그는 NCAA II 올해의 선수상을 받았다. 그는 2,352점으로 인디애나폴리스 역대 득점 선두로서 대학 생활을 마쳤다.